# Panevėžys landskommun
Panevėžio rajono savivaldybė (polska: Poniewież, ryska: Паневежис) är en kommun i Litauen.   Den ligger i länet Panevėžys län, i den centrala delen av landet, 130 km nordväst om huvudstaden Vilnius. Antalet invånare är 37 494. Arean är 2 179 kvadratkilometer.
Terrängen i Panevėžio rajono savivaldybė är platt.
Följande samhällen finns i Panevėžio rajono savivaldybė:
- Ramygala
- Upytė